# Olof Hermelin (konstnär)
Olof Hermelin, född den 8 februari 1827 i Säby socken, Jönköpings län,  död den 3 december 1913 i Danderyds församling, Stockholms län
, var en svensk friherre, landskapsmålare, författare och folkloristisk utgivare av sägner.

## Biografi
Olof Hermelin var sonson till kartografen Samuel Gustaf Hermelin och son till friherre August af Söderling Hermelin, som upptagit sin mors efternamn sedan han ärvt Gripenberg och Mörbylund av sin morfar Samuel af Söderling. Modern Ebba Sophia Ribbing var dotter till en kapten och Anna Maria Hummelhielm.
Olof Hermelin var student vid Uppsala universitet och studerade vid på militärskolan i Stockholm, blev 1848 underlöjtnant vid Västgöta-Dals regemente, och två år senare löjtnant där. Den militära karriären blev dock kort, han lämnade tjänsten redan året efter. Han slog sig då ner på sin egendom Österby i Råby-Rekarne socken, och ägnade sig åt sitt konstnärskap.

### Konstnärskap
Under sin skoltid i Stockholm tog han lektioner på Konstakademiens principskola och fick sedan lektioner av Tore Billing i landskapsmålning. 1870 gjorde han en studieresa till Köpenhamn, Düsseldorf, Paris och därifrån genom Belgien och Holland. 1873 gjorde han sedan en ny resa till Düsseldorf, Paris och London. Under sina vistelser i Frankrike kom han i kontakt med Barbizonskolans friluftsmåleri som blev viktigt för hans måleri.
I sitt konstnärskap var han starkt påverkad av Barbizonskolans friluftsmåleri i Frankrike. Hans landskapsmåleri präglas av realism och känslig färgbehandling, ofta inspirerat av böndernas arbete och den orörda naturen. Hermelin var även verksam som konstskribent, och gav ut en mängd, noveller och teaterpjäser. Han gjorde utgrävningar på Birka, om vilka han publicerade vetenskapliga artiklar.
Hermelin blev 1871 agré vid Konstakademien och var 1876 kommissarie för den svenska konstavdelningen vid världsutställningen i Philadelphia. Han anslöt sig till Opponentrörelsen 1885, där flera samtida kända konstnärer deltog, som Carl Larsson och Ernst Josephson. Hermelin är representerad vid bland annat Nationalmuseum i Stockholm, Göteborgs konstmuseum, Örebro läns museum, Vänersborgs museum, Norrköpings konstmuseum och Kalmar konstmuseum.

### Författarskap
Vid sidan av sin konstnärliga verksamhet sysselsatte Hermelin sig med litteratur och antikvariska studier. Han har publicerat en mängd noveller och artiklar om arkeologi i tidningar och tidskrifter. 1872 invaldes Hermelin som korresponderande ledamot av Kungl. Vittehetsakademien.
Han utgav även en samling av svenska folksägner, på grundval av egna och andras uppteckningar.

### Familj
Hermelin var från 1852 gift med Malin Lucie född Liljenstolpe. Makarna är begravda på Nacka norra kyrkogård.

## Galleri

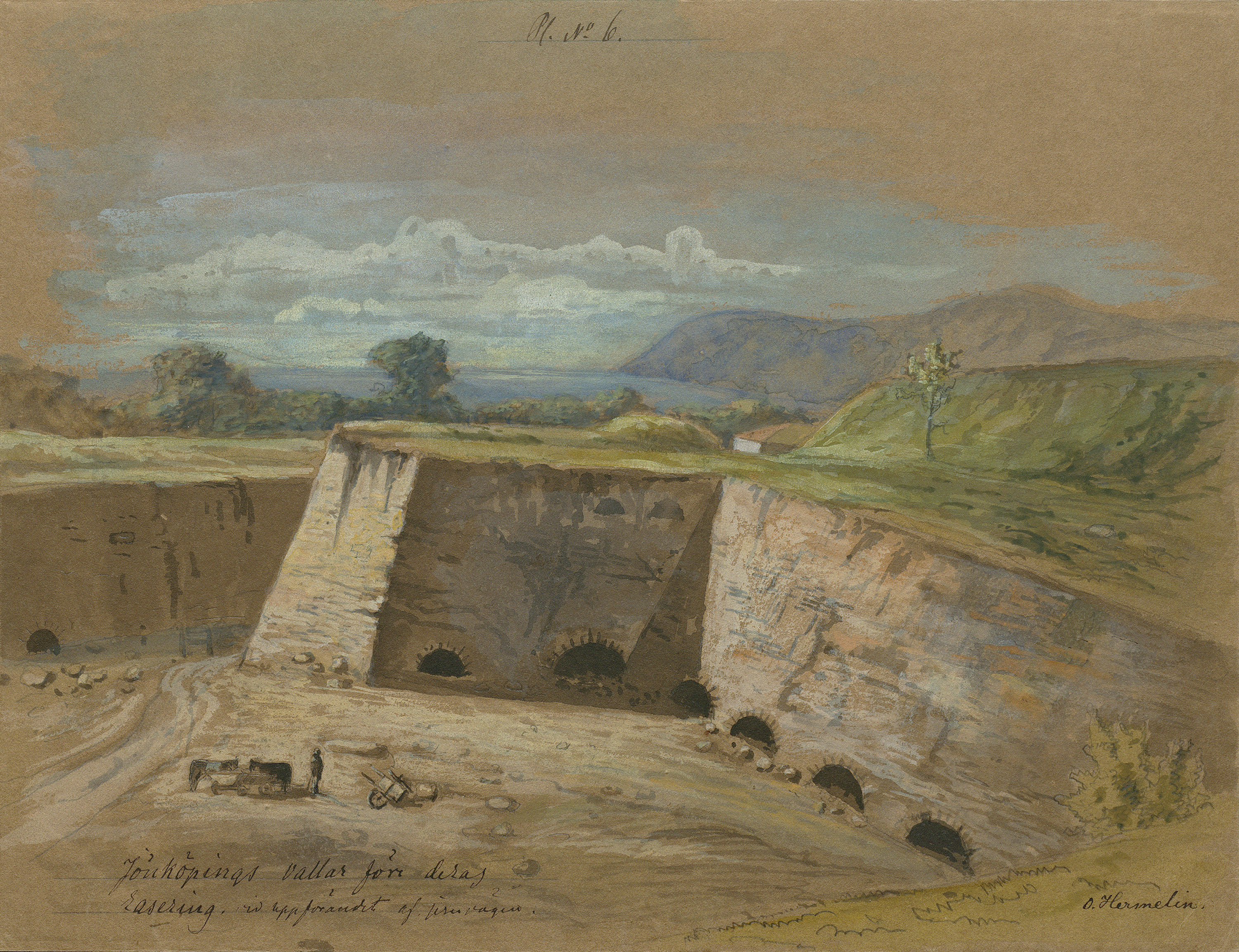
Jönköpings slott och fästningsverk, omkring 1870
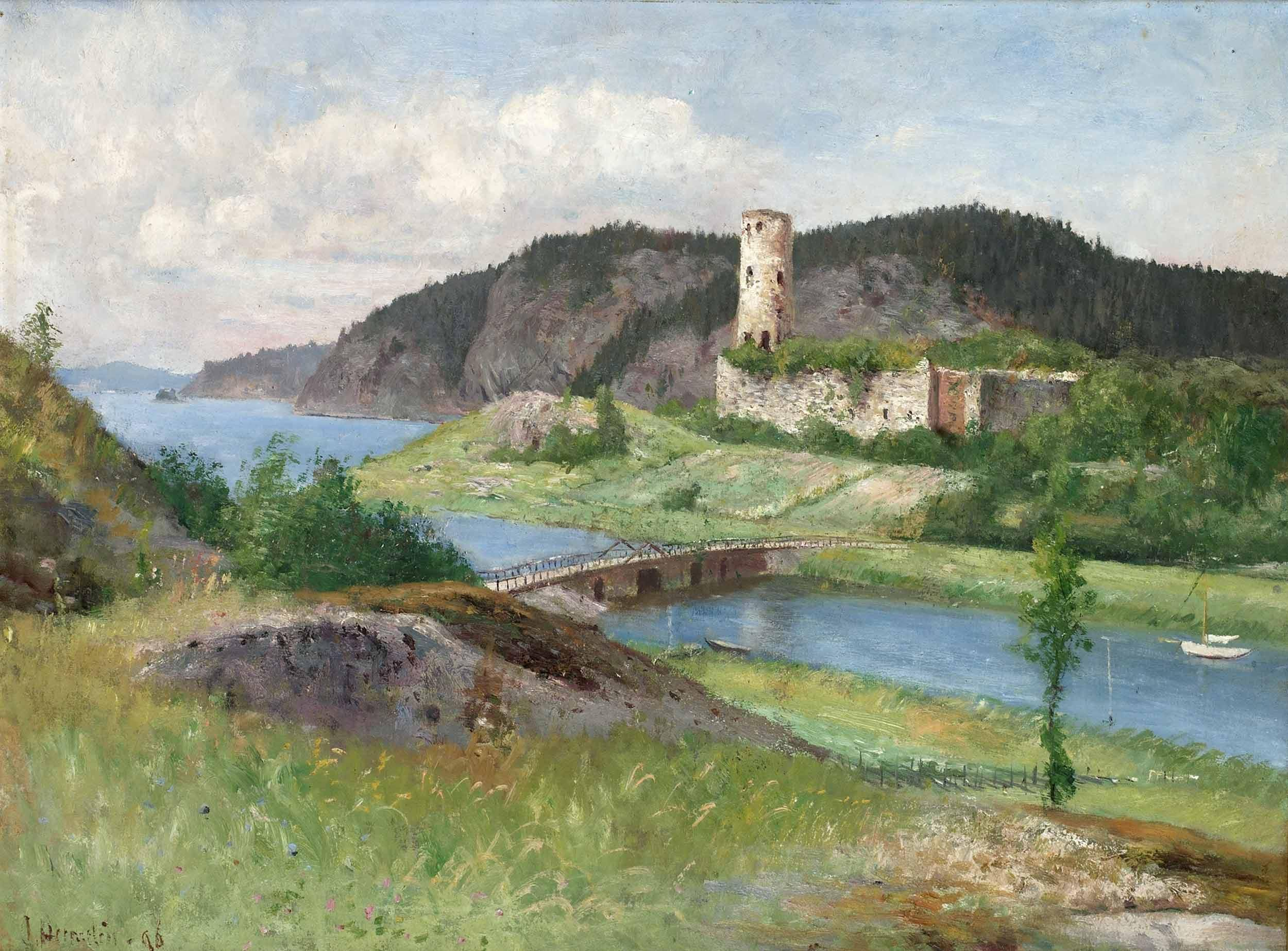
Stegeborgs slottsruin (1886)
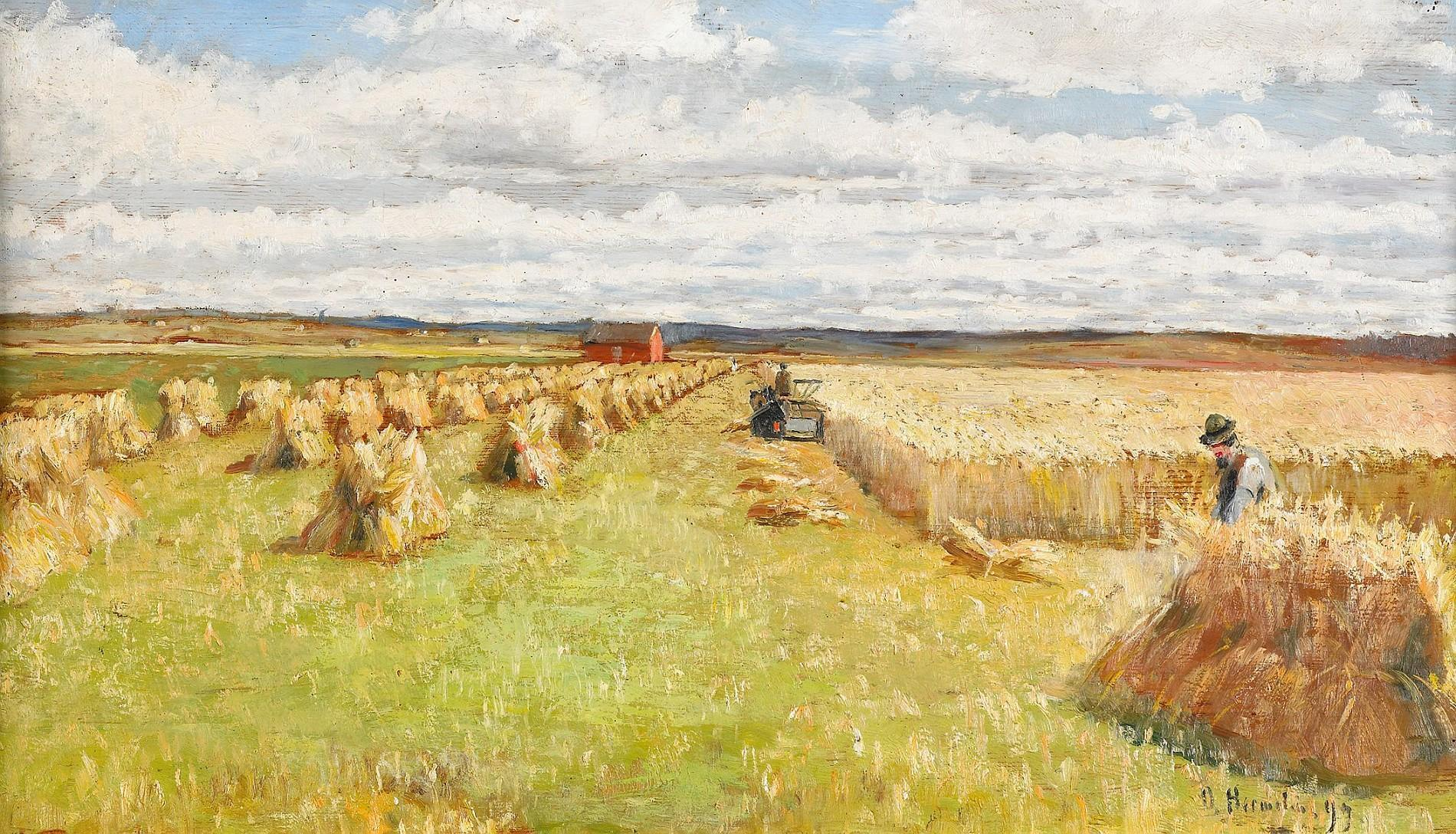
Skördetid (1899)
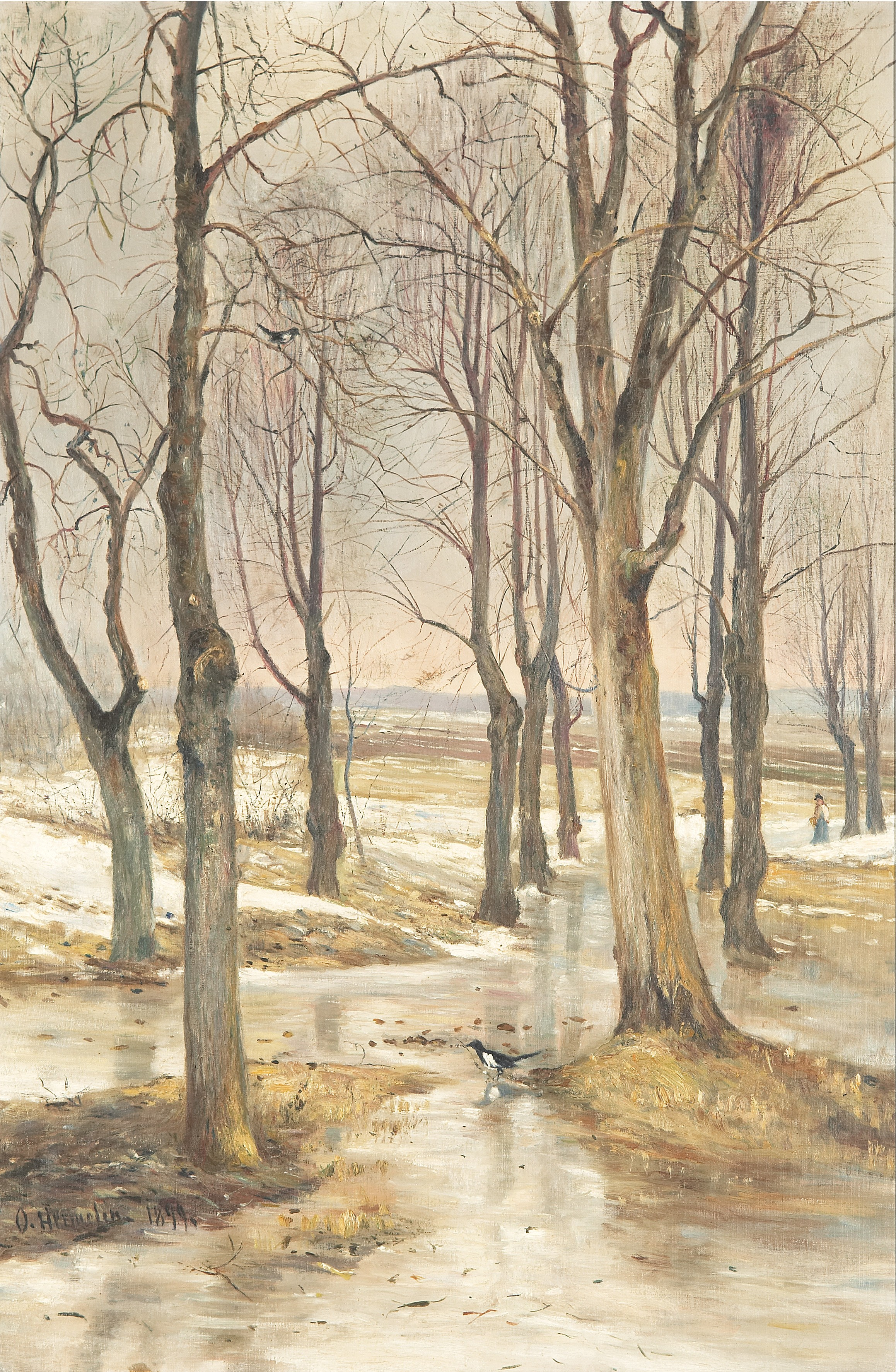
Vårlandskap med skata (1899)
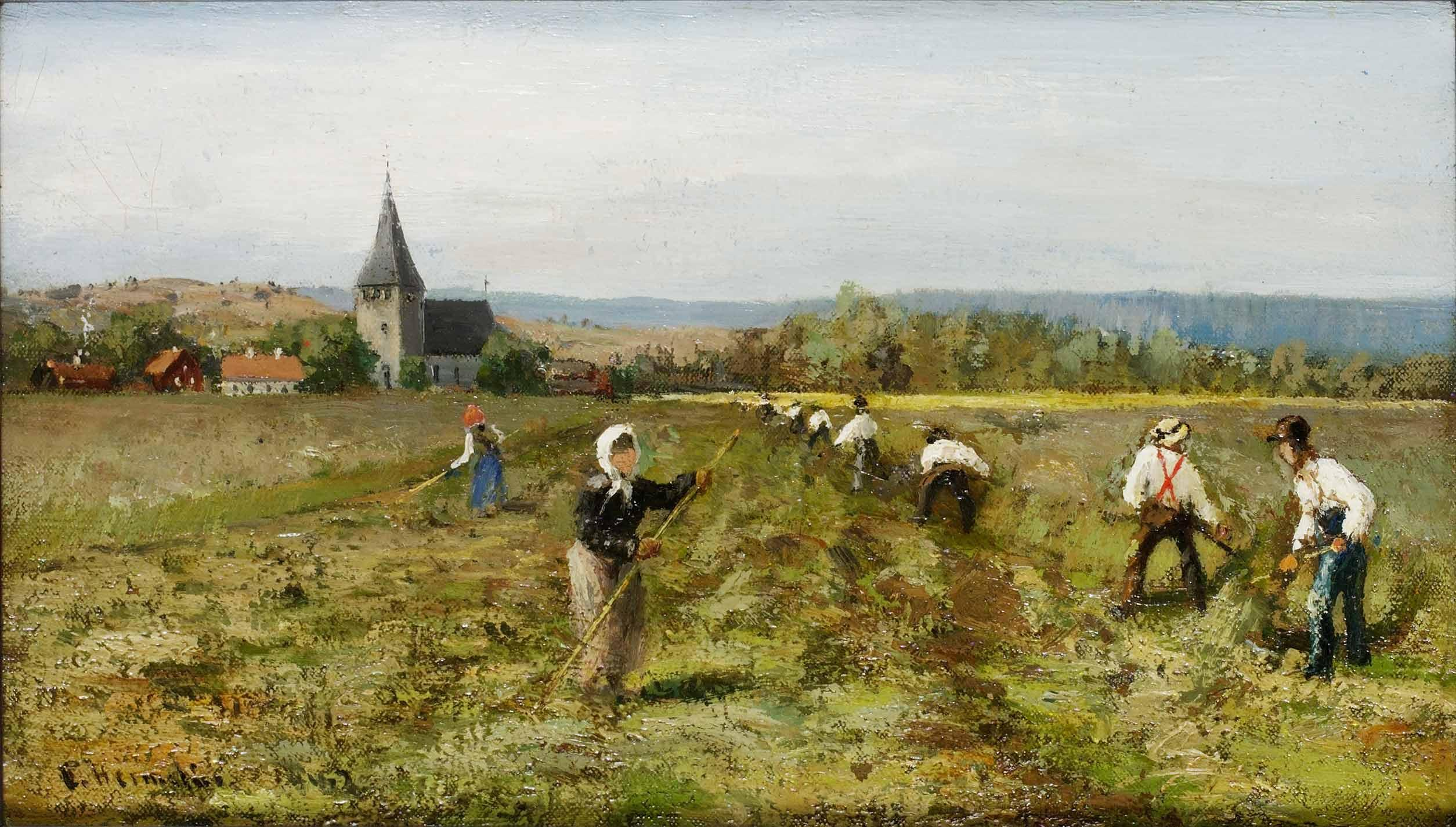
Landskap med skördande bönder (1901?)
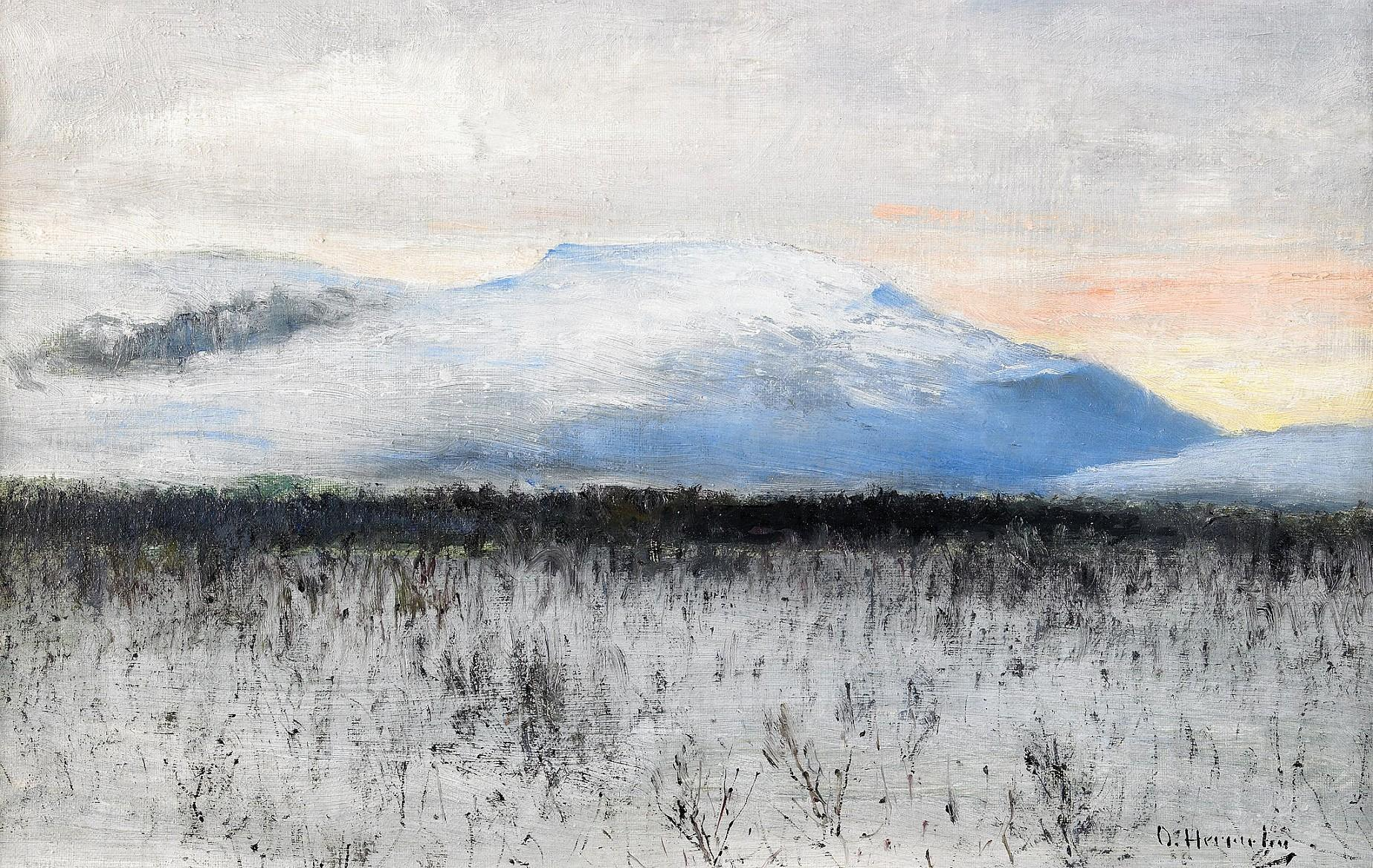
Solen återtar sitt välde i Höga Norden (1901)
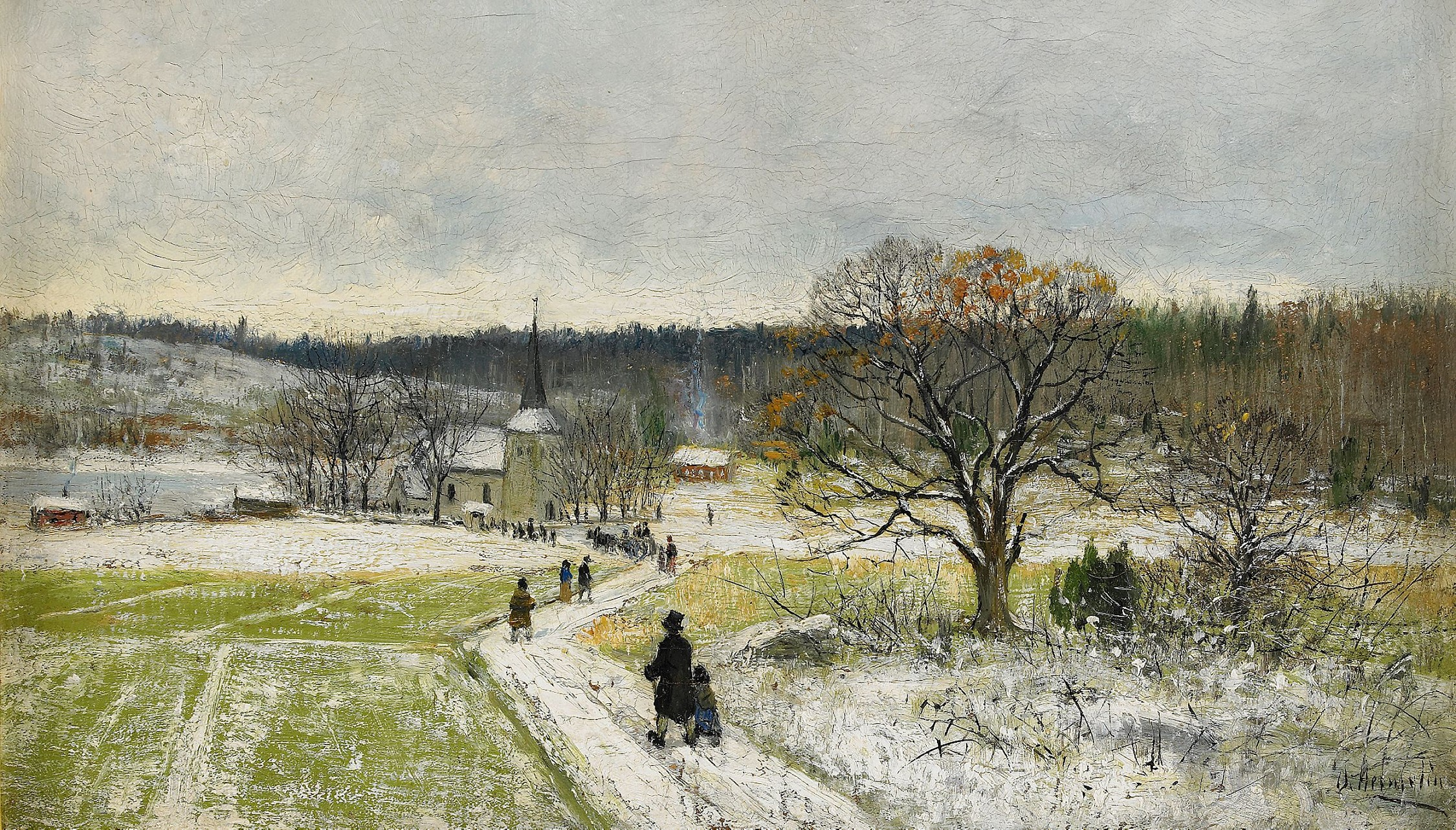
På väg till högmässan (u. å.)
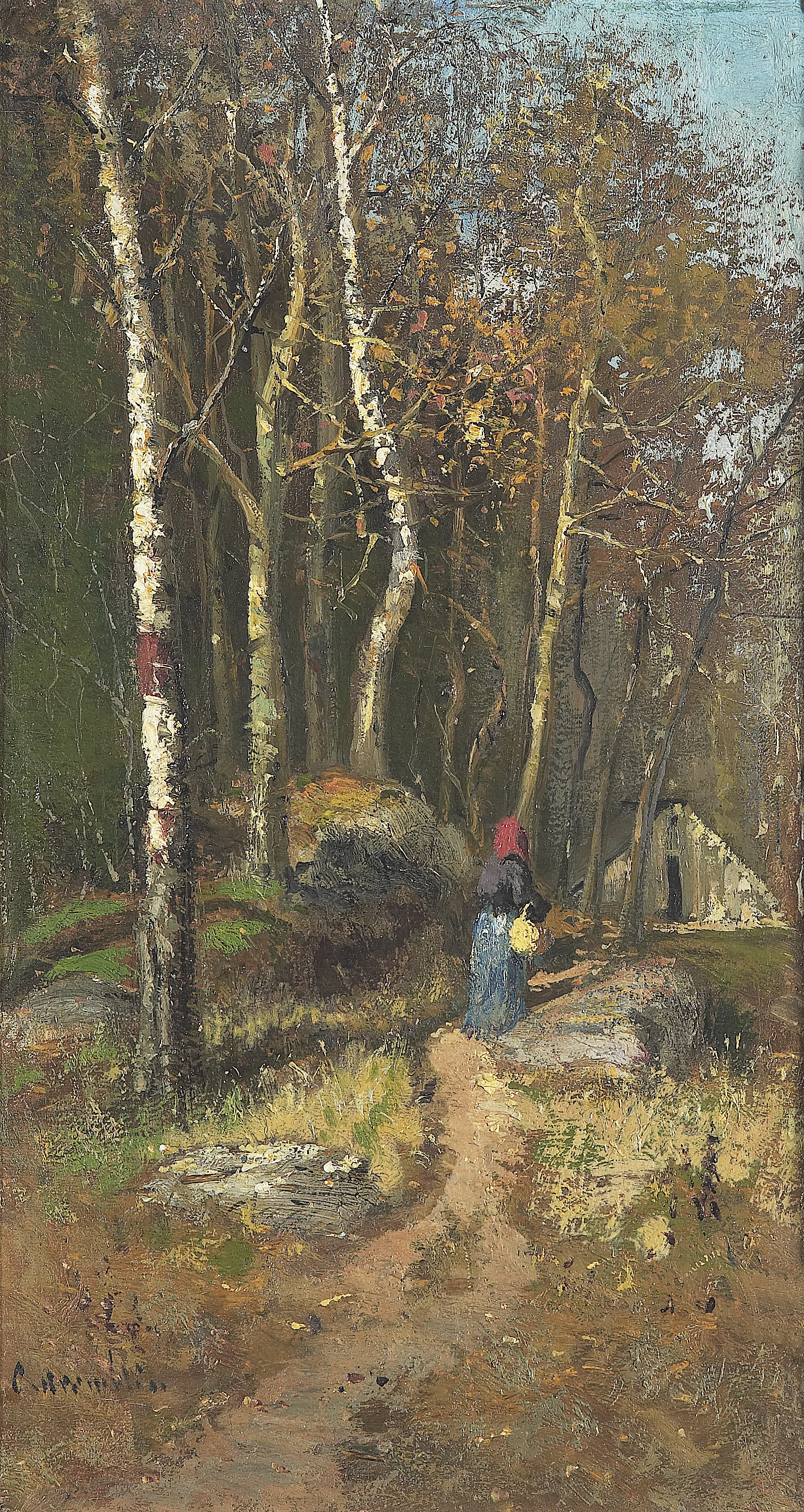
Vårlandskap med kvinna vid skogsbryn (u. å.)
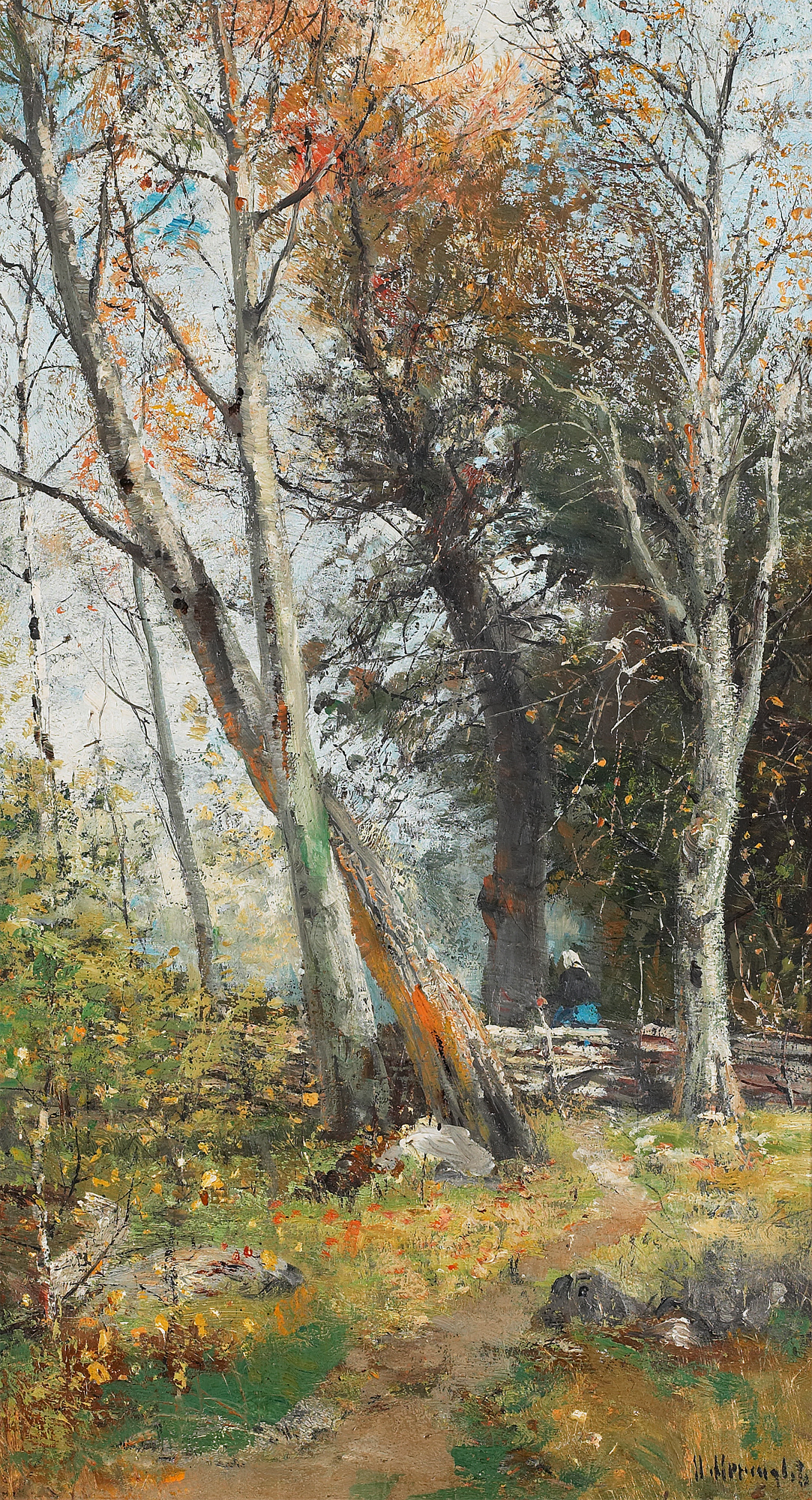
Björkdunge, Kvinna vid gärdesgård (u. å.)